# Огюст Бернарт
Огюст Мари Франсоа Бернарт (на нидерландски: Auguste-Marie-Francois Beernaert) е фламандски политик, юрист и пацифист. Удостоен е, заедно с Пол д'Етурнел, с Нобеловата награда за мир за 1909 г.
Адвокат по професия, Бернарт се заема с политическа дейност и от 1884 до 1894 г. е министър-председател на Белгия. Той представлява Белгия на Хагските мирни конференции през 1899 и 1907. От 1903 до 1905 е председател на Международната правна асоциация, както и председател на Интерпарламентарния съюз през 1908 г.

## Произход и образование (1829 – 1853)
Роден е на 26 юли 1829 година в Остенде, Белгия, в богато семейство на фламандски католик. Баща му е служител в държавния данъчен департамент. Скоро след раждането на Огюст той е преместен по служба в Намюр, където заема място сред най-уважаваните граждани. Бернарт и сестра му израстват в дом, пълен със слуги.
Тъй като държавните училища в Намюр не дават подготовка за постъпване в университет, Огюст взема уроци при частни учители. Неговата майка също допринася много за образованието му. Благодарение на нея Огюст придобива страст към знанието, влечение към труда и упоритост.
През 1846 г. той постъпва в университет, а пет години по-късно получава степента доктор по право. Две години проучва във френските и немските университети системата на правовото образование. Изводите си развива в доклада „Състояние на изучаването на правото в университетите на Франция и Германия“, представен на белгийското министерство на вътрешните работи през 1853 г. и донесъл на Бернарт известна слава.

## Кариера (1853 – 1896)

### Адвокат (1853 – 1873)
През 1853 г., като встъпва в адвокатската колегия, Бернарт започва работа в Брюкселския апелационен съд под ръководството на Губерт Доле, който оказва решаващо влияние върху кариерата на юношата. След завършването на стажа си, Бернарт заема място сред водещите адвокати, специализирайки се по въпросите на данъчното облагане. Той привлича вниманието в съдебната зала, където съкрушава опонентите си с блестящи аргументи и неопровержима логика.

### Политик (1873 – 1896)
В продължение на двадесет години Бернарт преуспява като адвокат, докато през 1873 г. премиер-министърът Жул Малу, лидер на ултрадясната католическа партия, не му предлага да заема поста министър по обществените дела. Предложението предизвиква критиката на либералите (които смятат, че министерството трябва да се повери на инженер, а не на юрист) и дори на съпартийци на Малу. Белгийските закони предвиждат министрите да се назначават от редовете на парламентаристите, затова Бернарт издига кандидатурата си и след неуспешен опит в Суан е избран от окръг Тиел в Западна Фландрия. Оттогава до смъртта си той е член на парламента. На поста министър по обществените дела Бернарт прави много за подобряване на пътищата и каналите в страната. Той обновява пристанищните съоръжения в Остенде и Антверпен, стреми се също да ликвидира детския труд в мините.
На изборите през 1878 г. католическата партия претърпява поражение, но когато Малу се връща на власт през 1884 г., Бернарт става министър на земеделието, промишлеността и обществените дела. След четири месеца крал Леополд II приема оставката на Малу и Бернарт също счита за необходимо да напусне заемания пост. Но след три дена кралят му предлага да стане премиер-министър и министър на финансите. Предложението е прието с одобрението на Малу.
Скоро Бернарт се проявява като един от най-способните политически дейци на Белгия. Негова заслуга са законите за труда, за балансирания бюджет и за всеобщото избирателно право за всички граждани над 25 години. Когато претърпява в камарата на депутатите неуспех с проекта си за пропорционалното представителство, през 1894 г. Бернарт подава оставка. В знак на признание за заслугите си получава титлата почетен държавен министър, а през 1895 г. колегите му го избират за председател на Асамблеята.
Занимавайки се с държани проблеми, Бернарт все повече се интересува и от международните въпроси, особено от свързаните с мира. През 1896 г. той става активен член на Междупарламентарния съюз, основан от Уилям Рандъл Кримър и Фредерик Паси за арбитражно, а не за военно решаване на конфликтите. Бернарт председателства заседанията на Съюза през 1897, 1905 и 1910 г. Когато през 1899 г. е създаден Междупарламентарният съвет, Бернарт става негов председател и ръководи работата на изпълнителния комитет и на бюрото до смъртта си.

## Последни години (1896 – 1912)
Последните години от живота си Бернарт посвещава на опитите да се спре надпреварата във въоръжението и да се убедят народите да решат споровете си с мирни средства. Според него са абсурдни огромните разходи за оръжие при толкова значителна необходимост от борба с нуждата вътре в страната. Като най-важна задача той разглежда убеждаването на политическите дейци в необходимостта от задължителен арбитраж.
На Хагската мирна конференция през 1899 г. Бернарт е председател на юридическата комисия по съкращаване на въоръженията. Назначен за член на Международния арбитражен съд в Хага, той представлява Мексико в спора му със САЩ през 1902 г. и разработва закони, свързани с международното морско право. Стремежът на Бернарт към разоръжаване го противопоставя на крал Леополд, който е склонен да бъдат увеличавани военните разходи за защита на белгийския неутралитет.
Бернарт е особено разочарован от развитието на военната авиация. На конференцията на Междупланетарния съюз през 1912 г. в Женева той предлага да се забранят въздушните битки. Отначало предложението е посрещнато хладно, но след това Бернарт успява да убеди делегатите да го приемат. На втората комисия по съкращаване на въоръженията той обосновава мерките за осигуряване на хуманно отношение към военнопленниците. За съжаление болестта му го принуждава да тръгне обратно за Белгия, но по пътя е принуден да постъпи в болницата в Люцерн, Швейцария, където на 6 октомври, на 83-годишна възраст, умира от възпаление на белите дробове. Погребан е в Боафор близо до Брюксел.

## Семейство
През 1870 г. Бернарт се жени за Матилда Вилхелмина Мария Борел, дъщеря на швейцарския консул в Брюксел.